# Youssouf Hersi
Youssouf Hersi (* 20. August 1982 in Dire Dawa, Äthiopien) ist ein niederländischer ehemaliger Fußballspieler.

## Karriere

### Verein
Hersi durchlief verschiedene Jugendmannschaften, ehe er 2000 in den Nachwuchsbereich von Ajax Amsterdam wechselte. Nach einem Jahr wurde der Mittelfeldspieler in den Profikader des Vereins berufen, wo er in der Saison 2001/02 zu neun Einsätzen kam. Im Folgejahr wechselte der Jungspieler zu Ligakonkurrent NAC Breda. Dort kam er dauerhaft zu Spielpraxis und war Stammspieler. Nach einer guten Saison bei Breda zog es ihn zu NEC Nijmegen. Auch hier setzte sich der Offensivspieler durch. Zur Spielzeit 2003/04 erzielte er zehn Treffer in der Eredivisie. Seine bisher beste Torausbeute, 2005/06 erreichte er die gleiche Trefferzahl, im Profibereich. Schließlich wechselte Hersi im Sommer 2004 zum SC Heerenveen, blieb dort aber nur für ein halbes Jahr, ehe er sich in die Dienste von Vitesse Arnheim stellte. Nach 2 ½ recht guten Jahren lockte ihn der FC Twente nach Enschede. 2008 unter Fred Rutten und 2009 unter Steve McClaren wurde die Mannschaft zweimal in Folge niederländischer Vizemeister. Außerdem erreichte man 2009 das Finale um den KNVB-Pokal, welches im Elfmeterschießen an Hersis Ex-Klub Heerenveen verloren ging. Dabei wurde Hersi zur tragischen Person der Partie. Erst in der 84. Minute für Kenneth Perez eingewechselt, schoss er den 2:2-Ausgleich in der 118. Minute und verschoss anschließend den entscheidenden Elfmeter.
Im August 2009 wechselte er nach Griechenland zu AEK Athen, in einem ablösefreien Tausch mit dem finnischen Nationalspieler Përparim Hetemaj, der nach Twente zog. Zur Saison 2010/11 kehrte Hersi in die Niederlande zurück und schloss sich De Graafschap an. Nach weiteren Wechseln beendete er 2015 seine aktive Karriere.

### Nationalmannschaft
2001 nahm Hersi mit der U-20 der Niederlande bei der U-20-Fußball-Weltmeisterschaft teil.